# Józef Korzeniowski (historyk)

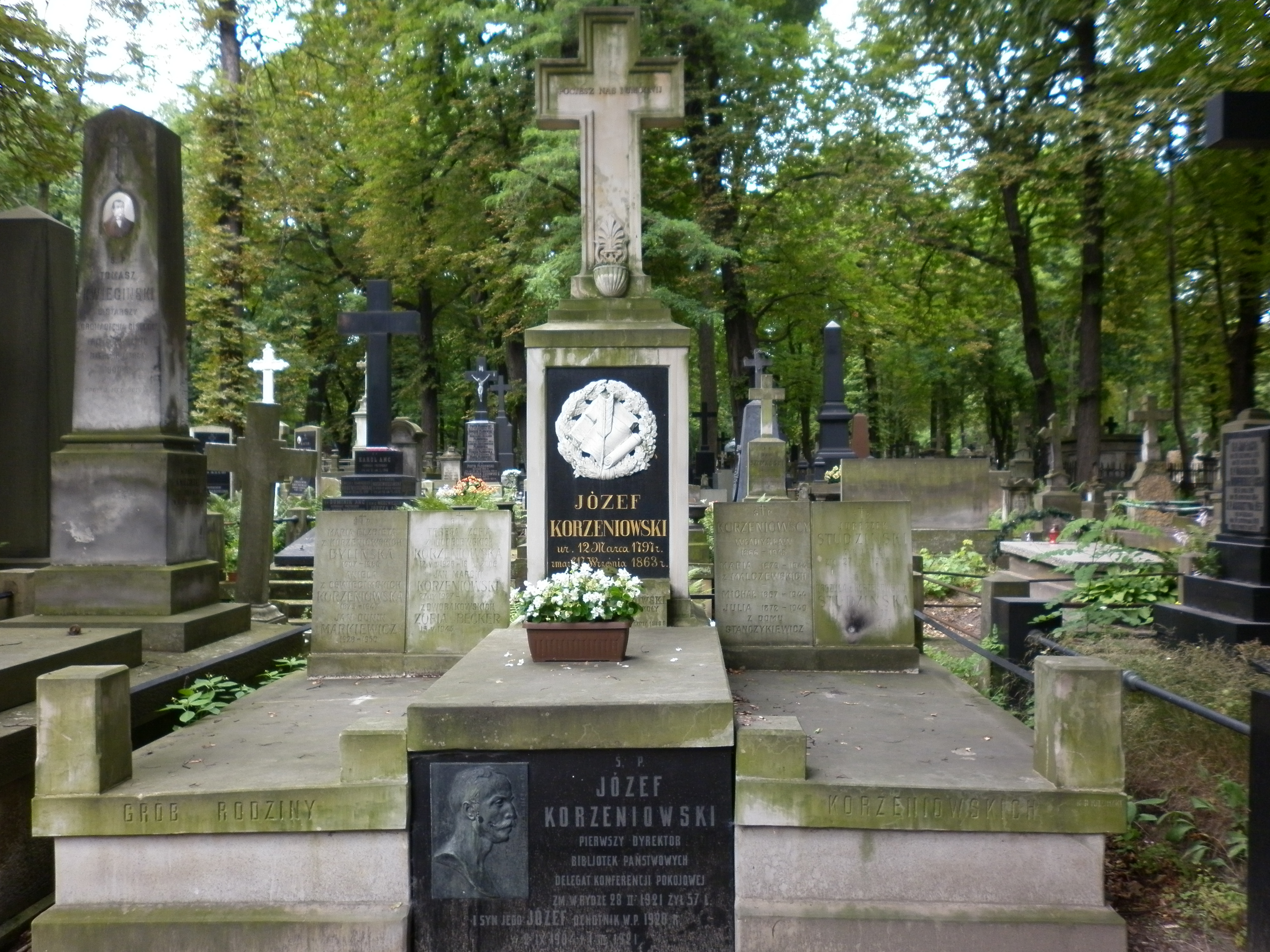
Grób Józefa Korzeniowskiego na cmentarzu Powązkowskim

Józef Korzeniowski (ur. 1 października 1863 w Puławach, zm. 28 lutego 1921 w Rydze) – polski historyk i bibliotekarz, wydawca źródeł.

## Życiorys
Wnuk pisarza Józefa Korzeniowskiego. Uczył się w Puławach, a potem w Gimnazjum św. Anny w Krakowie. Studiował na Wydziale Filozoficznym Uniwersytetu Jagiellońskiego. Bezpośrednio po studiach od  1886 do 1888 roku uczestniczył w badaniach prowadzonych pod kierownictwem prof. Smolki we włoskich archiwach i bibliotekach m.in. we Florencji i Wenecji. Od 1885 roku zajmował się katalogowaniem i porządkowaniem zbiorów rękopisów w Bibliotece Czartoryskich w Krakowie. W latach 1888–92 był sekretarzem Komitetu przy komisji literackiej Akademii Umiejętności zajmującego się wydawaniem „Biblioteki pisarzów polskich”. W latach 1890–91 był asystentem Seminarium historycznego na Uniwersytecie Jagiellońskim. W latach 1891–92 w ramach stypendium im. Śniadeckich pracował w dziale rękopisów Cesarskiej Biblioteki Publicznej w Petersburgu i Archiwum Państwowym w Sztokholmie. Od 1893 do 1896 roku był kierownikiem stacji naukowej w Paryżu. W tym okresie podczas poszukiwań jako pierwszy z polskich naukowców zainteresował się tzw. „Modlitewnikiem" Władysława Warneńczyka w 1894, przeprowadzając badania tego manuskryptu w Bibliotece Bodlejańskiej w Oxfordzie. W latach 1899–1905 zarządzał Biblioteką im. Wiktora Baworowskiego we Lwowie, porządkując zbiory i przygotowując je do udostępnienia. Równocześnie od 1896 roku pracował jako amanuent (bibliotekarz II klasy) w Bibliotece Uniwersytetu Lwowskiego, a w 1903 został mianowany skryptorem (bibliotekarz I klasy). W latach 1905–1918 był kustoszem (starszym bibliotekarzem) w Bibliotece Jagiellońskiej.  Od 1912 roku członek korespondent Wydziału filozoficznego Akademii Umiejętności. Od 1916 członek Rady Archiwalnej w Wiedniu dla powiatów Dobromil, Jarosław, Lisko, Przemyśl i Sanok.
Po koniec 1918 roku mianowany członkiem Rady Archiwalnej przy Ministerstwie Wyznań Religijnych i Oświecenia Publicznego, był także doradcą w sprawach archiwalnych. Delegat na konferencję pokojową w Rydze (komisja ds. rewindykacji m.in. dzieł sztuki). Zmarł  w trakcie Konferencji 28 lutego 1921 roku w Rydze. Pochowany został na warszawskich Powązkach w rodzinnym grobowcu rodziny Korzeniowskich obok swojego dziadka (kwatera 26-1-13).

## Publikacje
- Nieznane polskie i łacińskie wiersze politycznej treści : 1548-1551 Kraków 1886.
- Analecta Romana quae historiam Poloniae saec. XVI. illustrant ex archivis et bibliothecis excerpta Kraków 1894 Wydawnictwa Komisyi Hist. Akademii Umiejętności w Krakowie; nr 53 Scriptores Rerum Polonicarum; t. 15.

## Odznaczenia i ordery
- Kawaler Orderu Franciszka Józefa – Austro-Węgry (1913)[12]